# Hämeensaari (ö i Södra Savolax, Nyslott, lat 61,86, long 28,23)
Hämeensaari är en halvö i Finland. Den ligger i sjön Lohnajärvi och i kommunen Sulkava i den ekonomiska regionen  Nyslotts ekonomiska region  och landskapet Södra Savolax, i den södra delen av landet, 250 km nordost om huvudstaden Helsingfors.